# Белош
Белош (на сръбски: Белош) е велик жупан на Сърбия в 1162 година.
Роден е след 1083 година като трети син на сръбския велик жупан Урош I и Анна Диогениса. През 1141 – 1146 година е регент на своя малолетен племенник, унгарския крал Геза II, а през 1142 – 1158 година е бан на Хърватия като унгарски васал. През 1162 година за кратко е велик жупан на Сърбия, но отстъпва титлата на по-малкия си брат Деса и продължава да играе важна роля в унгарския двор.
Белош умира не по-късно от 1198 година в Унгария.